# Facheiroa ulei
Facheiroa ulei ist eine Pflanzenart in der Gattung Facheiroa aus der Familie der Kakteengewächse (Cactaceae). Das Artepitheton ulei ehrt den deutschen Botaniker und Forschungsreisenden Ernst Heinrich Georg Ule, der Ende des 19. Jahrhunderts Brasilien bereiste.

## Beschreibung
Facheiroa ulei wächst strauchig mit bis zu 40 Zweigen und erreicht Wuchshöhen von bis 5 Metern. Die dunkel- bis graugrünen Triebe weisen einen Durchmesser von 5 bis 7 Zentimetern auf. Es sind 15 bis 20, 6 bis 8 Millimeter hohe Rippen vorhanden. Die rötlich braunen Dornen unterscheiden sich in 2 bis 4 Mitteldornen von 1 bis 3 Zentimeter Länge und 10 bis 15 Randdornen, die 1 bis 1,5 Zentimeter lang sind. Das 20 Zentimeter lange (oder längere) und 2 bis 4 Zentimeter breite Cephalium besteht aus rötlich braunen Haaren, die bis 5 Millimeter lang sind.
Die weißen Blüten sind 3 bis 4,5 Zentimeter lang und weisen Durchmesser von 1,7 bis 2,8 Zentimeter auf. Die grünlichen Früchte sind bis 6 Zentimeter lang und haben Durchmesser von 3 bis 4 Zentimetern.

## Verbreitung, Systematik und Gefährdung
Facheiroa ulei ist im brasilianischen Bundesstaat Bahia in Höhenlagen von 400 bis 950 Metern verbreitet.
Die Erstbeschreibung als Cephalocereus ulei wurde 1908 von Max Gürke veröffentlicht. Erich Werdermann stellte die Art 1933 in die Gattung Facheiroa. Ein weiteres nomenklatorisches Synonym ist Espostoa ulei (Gürke) Buxb. (1959, nom. inval.).
Über die Gefährdung von Facheiroa ulei lagen in der Roten Liste gefährdeter Arten der IUCN von 2002 nur unzureichende Daten vor. Nach der Überarbeitung der Liste 2013 wird die Art als „Least Concern (LC)“, d. h. als nicht gefährdet geführt.

## Nachweise